# Lill-Korsvattnet
Lill-Korsvattnet är en sjö i Åre kommun i Jämtland och ingår i Indalsälvens huvudavrinningsområde.